# Claire Beck-Loos

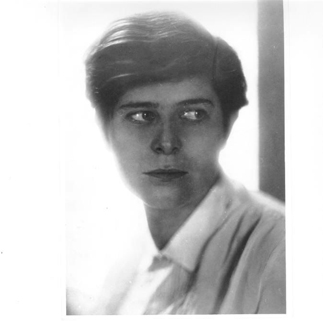
Selbstporträt Claire Beck-Loos, Ende 1920er Jahre

Claire Beck-Loos (tschechisch Klára Becková-Loosová; geboren 4. November 1904 in Pilsen, damals Österreich-Ungarn; gestorben 16. Februar 1942 in Riga) war eine tschechoslowakische Fotografin und Schriftstellerin. Sie war die dritte und letzte Ehefrau des Wiener Architekten Adolf Loos.

## Leben
Claire Beck wurde 1904 in der böhmischen Stadt Pilsen als Tochter von Olga (Feigl) und Otto Beck geboren. Ihr Vater war Industrieller. Die jüdische Familie bewohnte in Pilsen ein Haus, dessen Inneneinrichtung Adolf Loos in den Jahren 1907–1909 entworfen hatte. Familie Beck und ihre Bekannten gehörten zu den ersten Kunden des Wiener Architekten.
Nach dem Besuch einer Vorstellung mit Josephine Baker in Wien verlobte sich Claire Beck im Frühling 1929 mit dem 35 Jahre älteren Adolf Loos. Die Hochzeit fand am 18. Juli 1929 statt. Claires Eltern äußerten Bedenken, nicht nur wegen des Altersunterschiedes, sondern auch wegen der unterschiedlichen Religionszugehörigkeit der beiden; Loos war katholisch. Bis 1931 war Claire auch Loos’ Sekretärin und diente dem durch ererbte Schwerhörigkeit in der Kommunikation Eingeschränkten als Vermittlungs- und Kontaktperson. Die Ehe wurde 1932 geschieden.
Nachdem Loos 1933 mittellos verstorben war, veröffentlichte Claire Beck-Loos 1936 im Verlag der Johannes-Presse in Wien eine Sammlung von Anekdoten unter dem Titel Adolf Loos Privat, um Geld für dessen Grab aufzutreiben. 1939, vor Beginn des Zweiten Weltkrieges, zog sie mit ihrer Mutter nach Prag, wo sie im Kreis der Fotografin Hede Pollack und des Arztes Max Thun-Hohenstein lebten. Von Prag aus wurden Mutter und Tochter zunächst nach Theresienstadt und zu Beginn des Jahres 1942 in das KZ Riga deportiert, wo sich ihre Spuren verlieren. Es ist aber auch möglich, dass Olga Beck schon in Theresienstadt starb.